# كاليغرا وورد
كاليغرا ووردز (بالإنجليزية: Calligra Words)، ترجمة حرفية 'كلمات كاليغرا'‏ هو معالج كلمات ضِمن طاقم كاليغرا، تمَّ تطويره بواسطة «كدي» كبرنامجٍ حُرّ.

## التاريخ
عند إنشاء طاقم كاليغرا، وعلى عكس تطبيقات الطاقم الأُخرى، لم يكن تطبيق ووردز استمرارًا لتطبيق كي أوفيس المُقابل «كي وورد». تمت كتابة تطبيق ووردز مِن البداية، وفي مايو 2011 تم الإعلان عن محرك تصميم جديد للتطبيق. تم توفير الإصدار الأوليِّ في 11 أبريل 2012، تحت رقم «2.4»؛ لِمُطابقة الرقم مع بقيَّة إصدارات طاقم كاليغرا الأُخرى.

## الاستقبال
كان الاستقبال الأولي لكاليغرا ووردز بعد وقت قصير من إصدار 2.4، متنوعًا. حيثُ أشار بروس بيفيلد مِن مجلة لينكس برو عبر الانترنت، إلى أنَّ: «كاليغرا ووردز على وجه الخصوص لا يزال يفتقر إلى العديد مِن المِيزات». وخلص إلى أنَّ: «طاقم كاليغرا يحتاج إلى المزيد مِن المُتابَعة».
في نظام تشغيل كوبونتو إصدار «12.04»، أصبح كاليغرا ووردز هو مُحرِّر النصوص الافتراضي للنظام، بدلًا مِن ليبر أوفيس رايت.

## انظُر أيضًا
- قائمة معالجات النصوص [الإنجليزية]
- مقارنة بين معالجات النصوص [الإنجليزية]